# Kaisersemmel

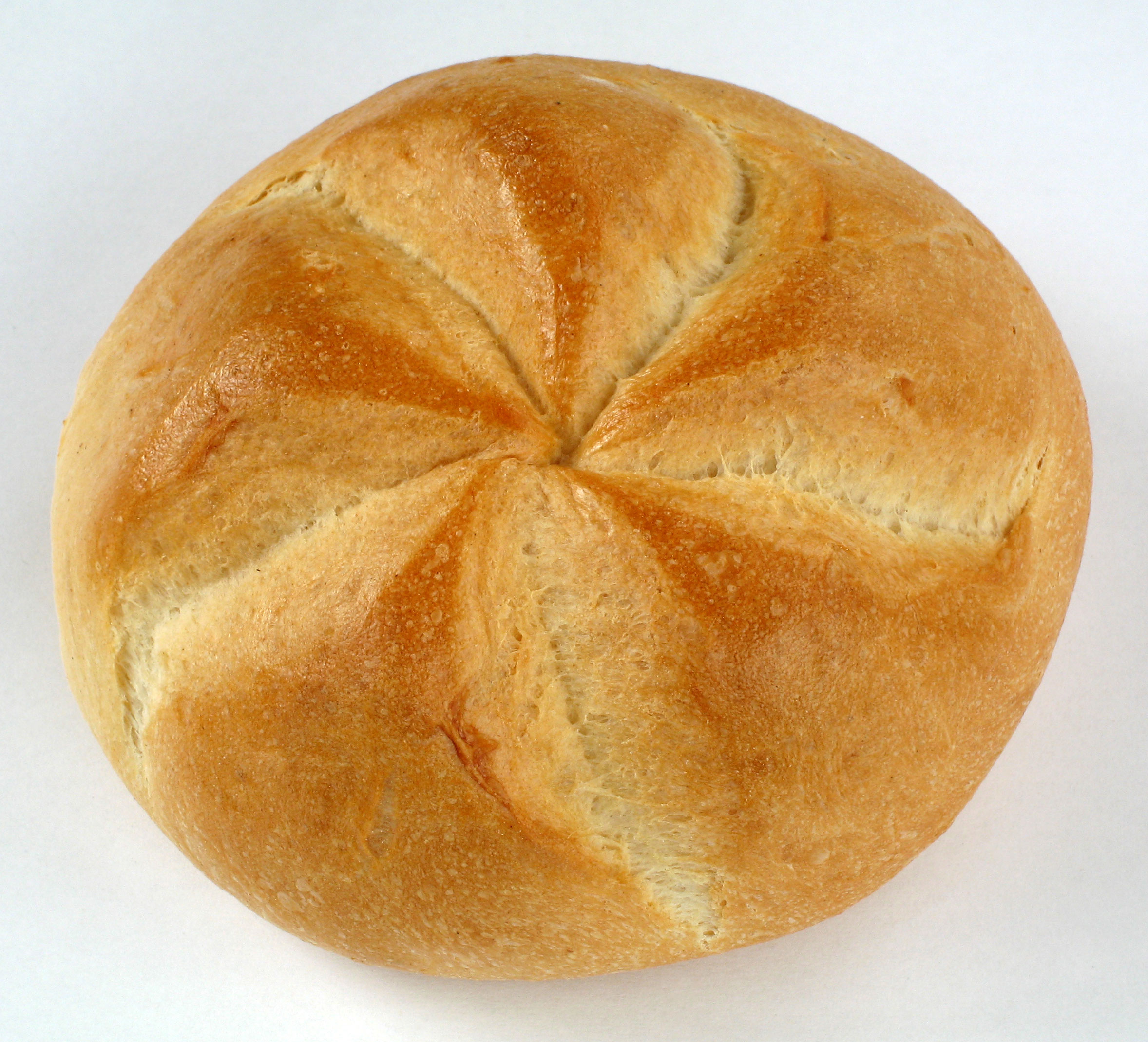
Kaisersemmel

Die Kaisersemmel (auch Kaiserweck(en), Kaiserbrötchen, Sternsemmel oder Tafelbrötchen) ist ein krustenreiches, resches (knuspriges), sternförmig eingeschnittenes (im Original entsteht der Stern durch eine spezielle Einschlagtechnik des Teiges) Weißgebäck ursprünglich aus Österreich. Das Mindestausbackgewicht beträgt wie bei anderem Weißgebäck 46 g, kleinere Formen werden Jourgebäck genannt. Es werden auch Varianten mit einem Gewicht bis zu 80 g angeboten. Im Gegensatz zur handgearbeiteten Wiener Kaisersemmel sind allgemein kürzere Produktionsschritte, der Einsatz von Maschinen und die Zugabe von Roggenmehl zum Weizenmehl möglich.

## Herkunft und Bedeutung

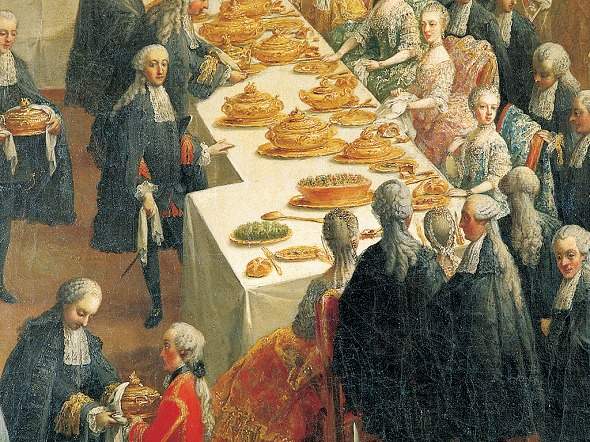
Die Kaisersemmel bei der festlichen Hoftafel in Wien.
Martin van Meytens, nach 1760.

Wer der Erfinder der Kaisersemmel ist, lässt sich nicht zweifelsfrei ermitteln. Manche führen den Namen auf Kaiser Friedrich III. zurück, der 1487 Semmeln mit seinem Porträt backen ließ.
Nach einer anderen Version soll ein Wiener Bäcker namens Kayser um 1730 die Kaysersemmel erfunden haben. Er erkannte die Geschmacksverbesserung durch Erhöhung des Krustenanteils.
Laut einer anderen Geschichte wurden im 18. Jahrhundert der Preis und das Gewicht der Semmel in einer Satzung geregelt. Durch den hohen Mehlpreis konnten die Bäcker jedoch kaum Gewinne erzielen. Im Jahr 1789 sandte daher die Bäckerinnung eine Abordnung zu Kaiser Joseph II., um eine freie Preisgestaltung für die Semmel zu erbitten. Der Kaiser war von der Handwerkskunst der Bäcker so angetan, dass er die Streichung der Semmel von der Satzung bewilligte und die Semmel fortan Kaisersemmel genannt wurde.
Wieder anderen Erzählungen zufolge galt seit der Regierungszeit von Kaiser Franz Joseph I. von 1848 bis 1916 die Bezeichnung „Kaiser“ in Verbindung mit Speisen und Getränken bald als höchste Steigerung, womit man das Beste seiner Art bedachte.
Eine weitere mögliche Herkunft des Namens ist die Ableitung vom Italienischen „alla casa“ („nach Art des Hauses“).
Unabhängig vom unsicheren Namensursprung gab es die Kaisersemmel selber nachweislich schon am Hofe Maria Theresias im 18. Jahrhundert. Kaisersemmeln sind auf einem Gemälde des Hofmalers Martin van Meytens aus der Zeit zwischen 1760 und 1770 zu erkennen. Das Gemälde, welches sich in Schloss Schönbrunn befindet, stellt die Hoftafel in der Großen Antecamera der Wiener Hofburg dar.
Auf der Pariser Weltausstellung 1867 erlangte die Kaisersemmel internationale Bekanntheit. Im 19. Jahrhundert galt jemand in Wien als arm, wenn er keine Kaisersemmeln aß, sondern stattdessen „Mundsemmel[n] oder gar Schusterlabel“ (Schusterlaberln, -laiberln).

## Wiener Kaisersemmel
Die Wiener Kaisersemmel (auch Handsemmel) ist eine Variante der Kaisersemmel. Im Österreichischen Lebensmittelbuch ist sie als „Weißgebäck“ im Codexkapitel B 18 „Backerzeugnisse“, Unterkapitel „Gebäck (Kleingebäck)“, definiert. Sie ist ein handgewirktes, krustenreiches, resches, sternförmig eingeschnittenes Weizenkleingebäck. Sie zeichnet sich durch eine lange Teigführung aus, die zumindest zwei Stunden dauern muss. Sie ist in Österreich insbesondere in Wien verbreitet. Sie wurde auch im Register der Traditionellen Lebensmittel des Lebensministeriums für ganz Österreich, insbesondere Wien aufgenommen.
Für die Herstellung des Semmelteiges gibt es zwei Möglichkeiten: die direkte (einstufige) oder die indirekte (stufenweise) Teigherstellung. Ein Vorteig (Ansatz aus Mehl, Wasser und Hefe) wird vor der Bereitung des Hauptteiges zubereitet. Dieser wird dann mit Mehl und weiteren Zutaten zum Hauptteig vermischt. Die Teigtemperatur soll etwa 25 °C betragen.
Der Teig wird traditionellerweise von Hand langsam geknetet, bis der Teig eine glatte Oberfläche aufweist. Bei der Erzeugung mit Hilfe von Maschinen werden die Zutaten vermischt und der Teig anschließend intensiv geknetet. Während der nun folgenden Teigruhe von insgesamt zwei Stunden wird der Teig gelockert. In dieser Ruhezeit wird der Teig vier Mal zusammengestoßen. Danach wird der Teig sofort ausgewogen und so geformt, dass eine glatte Oberfläche entsteht, in der Fachsprache heißt das, der Teig wird „geschliffen“. Das Teiggewicht einer Semmel beträgt rund 56 g. Die geschliffenen Stücke überstaubt man mit Mehl und rollt sie mit beiden Händen hin und her. Die Formen werden zugedeckt und bekommen eine kurze, etwa 15-minütige Ruhezeit.
Zum Wirken (Formen) mit der Hand wird helles Roggenmehl empfohlen: Die fünf Teile der Semmel, die sogenannten Laugen, reißen besser und der Stern der Semmel wird schöner. Zudem karamellisiert das eingewirkte Mehl während des Backens und ist ein wichtiger Geschmacksträger. Die sternförmigen Einschnitte bewirken einen höheren Krustenanteil und sind für das „Krachen“ beim Auseinanderbrechen verantwortlich.
Nach dem Ruhen wird das Teigstück zu einem runden Fleck geklopft und danach werden die Laugen händisch geformt. Der Teig wird damit verdichtet. Auf diese Weise entsteht eine saftige, kompakte Krume (österr.: Schmolle) der Handsemmel, die vom Mundgefühl her an Watte erinnert. Zum Schluss werden die erste und die letzte Lauge fest zusammengepresst. Die so geformten Semmeln legt man mit dem Stern nach unten auf ein Tuch. Die Semmeln werden bedeckt und etwas flach gedrückt. Vor dem Backen werden die Semmeln leicht mit Wasser benetzt.

## Rezeptbestandteil in der österreichischen Küche
Die Kaisersemmel ist bei diversen Speisen der österreichischen Küche Rezeptbestandteil. Dazu zählen Semmelknödel, Semmelkren, Semmelsuppe, Panadelsuppe oder Blunze. Bei der Panade von Wiener Schnitzel kommen Semmelbrösel zum Einsatz, die in österreichischen Bäckereien traditionell aus Kaisersemmeln gewonnen werden.

## Sonstiges
Die Redewendung „krachen wie eine Kaisersemmel“ hat in Österreich die Bedeutung von „fast pleite sein“.

## Filme
- Ein Morgen in Wien. Über Bäcker und Backstuben. Dokumentarfilm, Österreich, 2009, 22:45 Min., Buch und Regie: Hermann Sternath, Produktion: ORF, Reihen: Österreich-Bild, matinee, Erstsendung: 11. Januar 2009 bei ORF2, Inhaltsangabe von ORF2 (Memento vom 21. Januar 2018 im Internet Archive), Video-Ausschnitt über die Zubereitung der Handsemmel.
„… über Maschinen-Semmeln und die begehrte Handsemmel, die für viele die Königin des Gebäckangebots ist. Wie soll, darf, muss sie sein?“

- Die Wiener Semmel – Eine kleine Kulturgeschichte. Dokumentarfilm, Österreich, 2010, 24:10 Min., (Langfassung: 44 Min., Erstsendung: 19. Februar 2013 bei BR-Alpha), Buch: Nadeschda Schukoff, Regie: Alexander Schukoff, Produktion: Alexander-Schukoff-Film, ORF, Stadt Wien, Reihen: matinee, Wiener Schmankerl, Erstsendung: 27. März 2011 bei ORF2, Inhaltsangabe von 3sat (Memento vom 21. Januar 2018 im Internet Archive). Video-Ausschnitt (ab 2:42 Min.) über die Kaisersemmel.